# Emmanuel Desgeorges
Pour les articles homonymes, voir Desgeorges.
Emmanuel Desgeorges est un footballeur français né le 15 mai 1970 à Issoire. Il était attaquant. 
Emmanuel Desgeorges a joué 186 matchs en Ligue 2 et a inscrit 43 buts dans ce championnat. Il a par ailleurs disputé 2 matchs en Coupe de l'UEFA avec le club de Gueugnon lors de la saison 2000-2001.

## Carrière
- Stade issoirien
- AFC Aurillac
- 1995-1996 : SO Romorantin
- 1996-1997 : US Joué-lès-Tours
- 1997-1998 : FC Gueugnon
- 1998-2000 : Amiens SC
- 2000-2002 : FC Gueugnon
- 2002-2005 : ES Wasquehal[1]

## Carrière d'entraineur
- 2007-2011 : RC Vichy[2]
- 2011-2013 : SA Thiers (CFA 2)
- 2013-2014 : FC Cournon d'Auvergne U19, vice Champion d'Auvergne
- 2014-2015 : Pôle Espoir Vichy